# Polityka
Polityka (укр. Політика) — польський центр-лівий тижневий новинний журнал. У 2021 році його наклад становив 95 300 примірників. «Polityka» має інтелектуальний, соціально-ліберальний профіль, що вирізняє його серед більш консервативного Wprost та глянцевого Newsweek Poland.
Серед відомих редакторів і постійних авторів журналу були Адам Кшемінський, Яніна Парадовська, Даніель Пассент, Адам Шосткевич, Яцек Жаковський, Ришард Капусцінський, Єжи Урбан та Кшиштоф Зануссі.

## Історія та профіль
Журнал був заснований у 1957 році після послаблення сталінізму в Польщі. «Polityka» поступово здобув репутацію за помірно критичну журналістику, просуваючи економічний спосіб мислення, хоча завжди залишався в межах цензурних обмежень, накладених комуністичною владою. Зокрема, «Polityka» був створен як заміна радикальнішому виданню Po prostu (1947–1957).
Першим головним редактором «Polityka» був Стефан Жулкевський, який обіймав посаду з 1957 по 1958 рік. Мечислав Раковський був багаторічним редактором видання, працюючи на цій посаді з 1958 по 1982 рік. Саме він став останнім першим секретарем Польської комуністичної партії, останнім комуністичним прем’єр-міністром Польщі та врешті-решт керував згортанням комуністичного правління в Польщі у 1989 році. «Polityka» підтримував переговори Круглого столу, які завершилися угодою про проведення вільних виборів, що призвели до мирного завершення комуністичного правління в Польщі. Журнал здобув популярність у 1961 році, коли опублікував п’ять частин мемуарів Адольфа Ейхмана, викрадених і переданих антинацистами (єдиним іншим виданням, яке отримало фрагменти цих мемуарів, був Life). У 1983 році журнал викликав невдоволення Міністерства закордонних справ СРСР після висловлення позитивної думки щодо політичного плюралізму.
Ян Біяк став головним редактором журналу в 1982 році і працював до 1994 року. Після падіння комунізму в 1989 році «Polityka» продовжив відігравати впливову роль у новій вільній пресі Польщі. У 1990 році команда журналу залишила державне видавництво RSW Prasa-Książka-Ruch із правами на назву і заснувала незалежний кооператив під назвою «Polityka» – Spółdzielnia Pracy. Такий видавничий кооператив є унікальним для польської преси. З 1994 року редактором «Polityka» є Єжи Бачинський. У 1995 році формат журналу змінився з великоформатного на стандартний кольоровий, який містить понад 100 сторінок у кожному випуску.

## Наклад
У 2001 році наклад «Polityka» становив 245 000 примірників. Наклад журналу склав 143 089 примірників у 2010 році та 133 324 примірники у 2011 році. У 2012 році він становив 124 761 примірник. Наклад друкованої та електронної версії тижневика у серпні 2014 року склав 127 732 примірники.

## Нагороди
З 1959 року «Polityka» вручає свою Історичну премію (за історичну книгу року), а з 1993 року — щорічну нагороду в галузі мистецтва, Paszport Polityki. З кінця 1990-х років журнал також фінансує стипендії для молодих вчених.